# Setia pulcherrima
Setia pulcherrima är en snäckart som först beskrevs av John Gwyn Jeffreys 1848.  Setia pulcherrima ingår i släktet Setia och familjen Rissoidae. Inga underarter finns listade i Catalogue of Life.